# Linocerus
Linocerus is een geslacht van wandelende takken uit de familie Bacillidae. De wetenschappelijke naam van dit geslacht is voor het eerst voorgesteld door George Robert Gray in een publicatie uit 1835.
Dit geslacht is monotypisch, dat wil zeggen dat het maar één soort heeft namelijk Linocerus gracilis Gray, 1835 die in China voorkomt.